# Giovanni Pesce
Giovanni Pesce (Visone, 22 febbraio 1918 – Milano, 27 luglio 2007) è stato un partigiano e politico italiano.
Militante comunista, partecipò alla guerra civile spagnola combattendo nelle Brigate Internazionali. Dopo il ritorno in Italia venne arrestato e deportato a Ventotene dal Regime fascista. Liberato dopo il 25 luglio 1943 entrò a far parte dei GAP prima a Torino e quindi a Milano.
Conosciuto con i nomi di battaglia di "Ivaldi" (a Torino) e "Visone" (a Milano), portò a termine con successo una lunga serie di attentati contro autorità e militi della Repubblica Sociale Italiana e contro militari tedeschi. Insignito della Medaglia d'oro al valor militare, dopo la guerra fu consigliere comunale di Milano dal 1951 al 1964.

## Biografia
Aveva solo sei anni, nel 1924, quando con la famiglia, dalla provincia di Alessandria, emigrò in Francia, nella regione mineraria delle Cévennes, ove il padre Riccardo, un operaio antifascista, fu costretto a recarsi per vivere, non trovando più lavoro in Italia.
Sin da bimbo aiutava il padre nella piccola vineria che la famiglia aveva aperto a La Grand-Combe, e che era frequentata soprattutto da minatori che il piccolo Jeanu ascoltava parlare della loro dura esistenza. Iniziò prestissimo a lavorare, d'estate, come guardiano di vacche sulle montagne nella vicina regione della Lozère, suo unico compagno un cane, Medoc, che Pesce ricorderà con affettuosa tenerezza sino alla fine dei suoi giorni.
Nel 1931 affrontò - non ancora quattordicenne - la dura vita del lavoro in miniera per contribuire al precario bilancio della famiglia.
Ben presto prese a frequentare la "Jeunesse communiste", l'organizzazione giovanile del PCF, il Partito Comunista Francese.
Nel 1935 aderì al Partito Comunista d'Italia e, nel 1936, in febbraio, si recò in gita a Nîmes con gli amici e, più tardi, per festeggiare la vittoria elettorale del Fronte Popolare, a Parigi, ove visitò la sede del giornale del PCF, L'Humanité, che da giovane minatore comunista diffondeva ogni domenica alla Grand-Combe.
Qui raccolse i volantini a favore del governo repubblicano spagnolo firmati e illustrati da Joan Miró e ascoltò l'appello della Pasionaria, Dolores Ibárruri, ad arruolarsi nelle Brigate Internazionali per prendere parte alla guerra civile di Spagna.
Pesce, ingannata la madre Maria con il pretesto di recarsi al confine belga per incontrare una ragazza, si arruolò e si recò in Spagna insieme a numerosi altri giovani antifascisti d'origine italiana che aderirono alla Brigata Garibaldi ('gruppo' Picelli') alla parola d'ordine "Oggi in Spagna, domani in Italia" dei fratelli Nello e Carlo Rosselli, assassinati il 9 giugno 1937 da sicari fascisti inviati dal governo Mussolini.

### La partecipazione alla guerra civile di Spagna
Dopo la morte di Pesce nel 2007, restavano ancora in vita due o tre veterani italiani della Brigata Internazionale Garibaldi in Spagna, ma morirono nei due anni successivi.
In seguito all'insurrezione di parte dell'esercito spagnolo contro il governo repubblicano, cui poi seguì il sostegno militare dell'Italia fascista e della Germania nazista, si vennero formando, a partire dall'ottobre del 1936 formazioni armate di volontari a sostegno della Repubblica di Spagna, le "Brigate Internazionali". Costituite soprattutto da antifascisti provenienti dalle Americhe e dall'Europa, che giunsero a contare circa 55.000 uomini di 70 nazionalità diverse, con prevalenza di francesi, italiani e tedeschi, animati non solo da spirito di solidarietà verso i repubblicani spagnoli, ma anche dalla speranza di porre un freno all'espansione del fenomeno fascista anche nei propri Paesi d'origine.
Pesce, tra i primi a giungere in Spagna, come gli altri volontari fu, una volta giunto sul posto, aggregato ai volontari italiani organizzati nella "Brigata Garibaldi", costituita ad Albacete nel novembre del 1936, sebbene - causa il forzato esilio della famiglia d'origine sin dalla sua più tenera età - fosse nel frattempo divenuto quasi madre lingua francese.
Raggiunse la Spagna con il gruppo guidato da Guido Picelli, insieme ad altri 200 compagni (Picelli dirigente militare del PCI ma in polemica con il Comintern, cadde nel gennaio del 1937 nei pressi di Guadalajara -ma non durante la celebre omonima battaglia- colpito alle spalle da ignoti, non si sa se fascisti o agenti staliniani. 
Il suo primo impiego in battaglia si ebbe il 17 dicembre nei pressi di Madrid, a Boadilla del Monte. Impegnato come mitragliere spesso in prima linea durante tutta la durata dell'impiego delle Brigate Internazionali nel conflitto, rimase tre volte ferito in combattimento (riportandone lesioni anche serie, schegge mai rimosse dalle sue carni vicine alla colonna vertebrale), prima a Brunete, quindi presso Saragozza e in occasione dell'offensiva sul fiume Ebro.
Sul finire del 1938 la Repubblica congedò le Brigate internazionali e di lì a pochi mesi crollò. Il 1º aprile 1939, Franco annunciò la fine della guerra e l'inizio di una dittatura di stampo fascista, il Franchismo, conclusasi solo con la sua morte, il 20 novembre 1975.
Si avverava così la profezia di Dolores Ibárruri, che in un celebre discorso ascoltato dal giovane Giovanni Pesce, aveva previsto che, in caso di vittoria di Franco e del fascismo, "un torrente di sangue avrebbe travolto l'intera Europa", come avvenne esattamente cinque mesi dopo la vittoria franchista: il 1º settembre 1939 scoppiava, per iniziativa di Adolf Hitler, la seconda guerra mondiale.

### Il rientro in Italia e la guerra partigiana

#### Da Ventotene all'8 settembre
Lasciata la Spagna e poi la Francia, Pesce rientrò in Italia nel 1940 ma fu subito arrestato e inviato al confino sull'isola di Ventotene, ove conobbe alcuni tra i massimi rappresentanti politici dell'antifascismo italiano, come lui ristretti nell'isola dal regime fascista.
Liberato nell'agosto del 1943 dal governo Badoglio, si unì alle prime formazioni partigiane e fu tra i principali organizzatori dei GAP di Torino.

#### Con i GAP a Torino e Milano
Nel capoluogo piemontese svolse, con il nome di battaglia "Ivaldi", numerose azioni di sabotaggio contro l'occupante nazista e uccise diversi esponenti del regime fascista collaborazionista, dimostrando tenacia e capacità nella dura e spietata guerriglia urbana solitaria condotta dai gappisti comunisti.
Pesce ha raccontato nelle sue memorie il suo primo attentato mortale diretto contro il maresciallo della Milizia e amico personale di Benito Mussolini Aldo Morej: egli ammette la sua indecisione nel primo tentativo; nella seconda occasione egli invece dimostrò grande determinazione. Il 23 dicembre 1943, arrivato in bicicletta insieme ad un compagno di copertura, entrò nel suo negozio da orologiaio dove Morej serviva i clienti e lo uccise freddamente alle spalle. Addestrato alla fabbricazione e all'uso degli esplosivi da Ilio Barontini, Pesce insieme ad altri due compagni il 2 gennaio 1944 abbandonò delle bombe in un locale frequentato da ufficiali tedeschi e fascisti per poi allontanarsi "siamo già lontani sulle biciclette, quando ci percuote lo schianto lacerante e terribile della prima bomba", mentre il 15 gennaio uccise in strada un sergente fascista.
Nonostante questi successi, la situazione dei GAP a Torino era critica e Pesce era praticamente solo nella città occupata da numerose guarnigioni nazifasciste. Determinato ad agire per dimostrare la combattività della Resistenza e minare il morale e la sicurezza del nemico, Pesce decise di colpire alcuni ufficiali tedeschi. Appostato fuori da un locale armato di due rivoltelle, prima uccise due tedeschi a colpi di pistola e quindi, dopo aver sostituito i caricatori delle sue armi, riuscì a colpire in strada mortalmente altri due ufficiali che lo avevano inseguito.
Dal gennaio 1944 i componenti del GAP di Torino guidati da Pesce diedero inizio ad una continua serie di attentati; nel solo mese di febbraio vennero uccisi quattro fascisti e tre militari tedeschi. Grazie al prezioso aiuto di Ilio Barontini, Pesce e i suoi compagni moltiplicarono anche gli attentati con esplosivi: vennero colpiti vagoni ferroviari dei treni utilizzati dai soldati della Wehrmacht, mentre il 1º marzo vennero danneggiati numerosi scambi e le centraline di alimentazione delle linee dei tram intorno alle fabbriche cittadine dove erano iniziati i grandi scioperi generali degli operai. Il giorno seguente, 2 marzo, Pesce e Giuseppe Bravin si calarono nella galleria sotterranea della stazione elettrica della ATM di Torino dove collocarono esplosivi danneggiando i sistemi di alimentazione e controllo delle linee di trasporto. Il 3 marzo Pesce partecipò ad un'incursione dei GAP nella stazione di Porta Nuova dove furono fatti esplodere tre locomotori; alcuni giorni dopo Pesce, Bravìn e Dante Di Nanni riuscirono a colpire il ritrovo tedesco di via Paleocapa nonostante fosse fortemente presidiato. Studiando accuratamente i tempi, i tre gappisti riuscirono ad evitare le pattuglie nemiche e a sistemare le cariche esplosive che provocarono nove morti tra i soldati tedeschi; sfruttando la confusione creata dalla esplosioni, i tre riuscirono ancora una volta a fuggire in salvo.
Il 31 marzo 1944 alle ore 13 Giovanni Pesce e Giuseppe Bravìn uccisero il giornalista fascista Ather Capelli ritenuto dai GAP "il sanguinario incitatore delle rappresaglie". L'attentato, rievocato con efficacia drammatica da Pesce nelle sue memorie, ebbe luogo davanti al portone dell'abitazione di Capelli nel momento in cui egli rientrava su un'auto con autista ma senza scorta. Pesce e Bravìn furono avvisati da una compagna, Ines, dell'arrivo dell'auto, e, muovendo a piedi da direzioni opposte della strada, arrivarono al momento giusto davanti al portone proprio mentre Capelli scendeva dall'auto. I due gappisti lo uccisero con sette colpi di pistola, subito dopo Pesce sparò alle gambe dell'autista per neutralizzarlo; quindi riuscirono a fuggire a piedi nonostante qualche momento di pericolo.
A Torino ebbe anche luogo, il 18 maggio 1944, il sacrificio di Dante Di Nanni, membro del GAP comandato da Pesce, subito dopo l'attentato contro la stazione radio dell'Eiar che disturbava le trasmissioni di Radio Londra. In seguito a questi ultimi drammatici avvenimenti, nel mese di maggio 1944 Giovanni Pesce si trasferì a Milano, dove riorganizzò la formazione locale, la III Brigata GAP "Rubini", prendendone il comando col nome di battaglia di "Visone".
Tra le sue azioni a Milano, è da ricordare l'uccisione di Cesare Cesarini, il 15 marzo 1945 in viale Mugello, tenente colonnello onorario della "Muti" e capo dell'ufficio personale nella fabbrica Aeroplani Caproni di Taliedo, ritenuto responsabile della deportazione di 63 tra operai, impiegati e tecnici dello stabilimento.
Giovanni Pesce spesso operò a Milano con la partigiana "Sandra", ufficiale di collegamento, al secolo Onorina Brambilla, detta Nori, (1923-2011), che dopo la Liberazione, il 14 luglio 1945, divenne sua moglie.

### Il dopoguerra
Per le sue attività nella Resistenza italiana, il 23 aprile 1947 è stato insignito della Medaglia d'Oro al Valor Militare per decreto del Presidente del Consiglio dei ministri Alcide De Gasperi.
Dopo la seconda guerra mondiale è stato capo della scorta di Palmiro Togliatti, segretario del PCI, poi consigliere comunale a Milano nelle file del Partito Comunista Italiano, dal 1951 al 1964, e consigliere nazionale dell'ANPI fin dalla fondazione. Nel 1991 entrò nel Partito della Rifondazione Comunista, continuando sino alla fine la sua attività politica e di testimonianza sulla Resistenza e i suoi valori, riconoscendosi nelle posizioni dell'area Essere comunisti. Ha cofirmato con Claudio Grassi la seconda mozione al VI congresso nazionale del PRC (3-6 marzo 2005).
Alla sua figura è dedicata anche una ballata di Dario Fo: La GAP.
Un'iniziativa per nominare Giovanni Pesce senatore a vita raccolse 2.450 firme fino al 26 luglio 2007, e continuò a ricevere firme come omaggio postumo alla figura del "Comandante Visone". Giovanni Pesce è stato per anni presidente dell'Associazione Italiana Combattenti Volontari Antifascisti di Spagna (AICVAS).
Le ceneri dei corpi cremati di Giovanni Pesce e Onorina Brambilla sono tumulate in un medesimo colombaro nella Cripta del Famedio del Cimitero Monumentale di Milano, posto sotto quello di Aldo Aniasi.

## Onorificenze
Nel 2008, a un anno dalla scomparsa, il suo paese natale, Visone, ha intitolato a Giovanni Pesce i giardini del Belvedere sulla Rocca medievale. Nel 2017 il Comune di Milano ha intitolato a Giovanni Pesce una piazza in occasione del decennale della morte.

## Opere
- Soldati senza uniforme. Diario di un gappista, Roma, Edizioni di cultura sociale, 1950.
- Un garibaldino in Spagna, Roma, Editori Riuniti-Edizioni di cultura sociale, 1955; Varese, Essezeta-Arterigere, 2006. ISBN 88-89666-10-2.
- Senza tregua. La guerra dei GAP, Milano, Feltrinelli, 1967.
- Quando cessarono gli spari. 23 aprile-6 maggio 1945: la liberazione di Milano, Milano, Feltrinelli, 1977.
- Il giorno della bomba. Racconti, Milano, Mazzotta, 1983. ISBN 88-202-0529-7.
- Un uomo di quartiere, Milano, Mazzotta, 1988. ISBN 88-202-0823-7.
- Attualità dell'antifascismo, con Fabio Minazzi, Napoli, La città del sole, 2004. ISBN 88-8292-236-7.

## Filmografia
- Film-documentario Senza tregua di Marco Pozzi (2003).